# Filip Ugran
Filip Ugran, né le 12 septembre 2002 à Târgu Mureș, est un pilote automobile roumain. En 2023, il est engagé en championnat du monde d'endurance avec Prema en catégorie LMP2.

## Biographie

### Karting
Filip Ugran fait ses débuts en karting en 2016, où il est actif jusqu'en 2018. Il prend part à des championnats tel que le WSK Super Masters Series, la WSK Final-Cup et la CIK-FIA International Super Cup. Il dispute également l'édition 2016 du CIK-FIA Karting Academy Trophy, qu'il termine trente-huitième.

### Débuts en monoplace

#### Saison 2019
En 2019, Ugran fait ses débuts en monoplace dans le championnat italien de Formule 4 avec BVM Racing. Il est le seul pilote de l'équipe à faire toute la saison. Il ne marque qu'un seul point, obtenu lors de la finale de la saison à Monza, le plaçant à la vingt-sixième place du classement général. Il prend également part au championnat ADAC de Formule 4 sur l'épreuve Hockenheim en tant que pilote invité, où il termine 14e dans les deux courses. À la fin de l'année, Ugran participe à la finale de la saison du Championnat d'Espagne de Formule 4 sur le Circuit de Barcelone avec Jenzer Motorsport. Il monte sur le podium dans toutes les courses, avec deux deuxièmes places et une troisième place, mais du fait de son statut de pilote invité, il n'inscrit aucun point au championnat.

#### Saison 2020
En 2020, Ugran reste en Formule 4 italienne, avec Jenzer Motorsport. Ses résultats s'améliorent, avec une première victoire lors de la deuxième course sur le circuit d'Imola. Il rate la troisième manche au Red Bull Ring, mais fait son retour sur le podium lors de la manche suivante au Mugello. Il obtient un podium de plus lors de la manche suivante, disputée à Monza. Ugran monte cinq fois sur le podium au total au cours de la saison, ce qui lui permet de terminer huitième du classement avec 133 points. Le Roumain dispute également le week-end de course de Formule 4 espagnole au Castellet avec Jenzer, où il remporte deux courses et termine deuxième de la troisième course du week-end,. Il termine dixième du classement avec 55 points, alors qu'il n'a participé qu'à un seul week-end.

### Formule 3 FIA

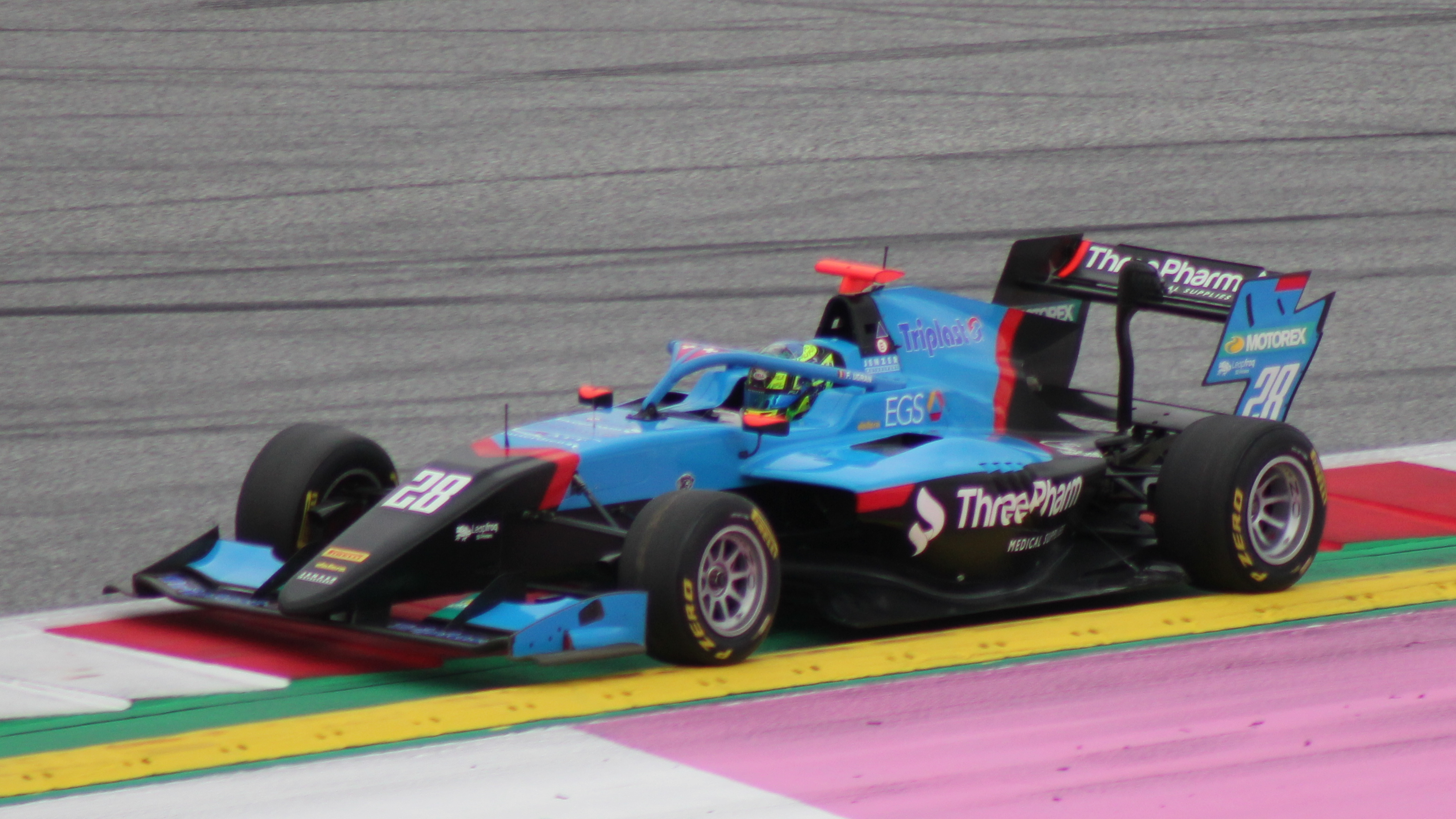
Filip Ugran sur le Red Bull Ring en Formule 3 FIA en 2021.

Pour la saison 2021, Ugran reste avec Jenzer Motorsport et monte en Formule 3 FIA, où il est associé à Calan Williams et Johnathan Hoggard. Au premier tour à Barcelone, le Roumain se retrouve à se battre pour des positions dans le milieu du peloton, des problèmes de gestion des pneus au Castellet ainsi que des problèmes avec les limites de piste à Spielberg le conduisent dans le bas du classement après le premier tiers de la saison, avec un meilleur résultat en course une 21e place,. Ugran réussit à obtenir de meilleurs résultats par la suite, avec deux 19e place lors des deuxièmes courses à Budapest et à Spa-Francorchamps,. Lors de l'avant-dernière manche à Zandvoort, Ugran égale sa meilleur qualification en s'élançant 21e et termine 15e dans la première course, améliorant sa meilleure position précédente de quatre places. Dans la deuxième course, Ugran réussit à se retrouver 12e sous le drapeau à damier, mais est rétrogradé au 24e rang après que le collège des commissaires l'ait reconnu coupable d'une collision avec Jonny Edgar. Le Roumain n'inscrit aucun points lors du dernier week-end à Sotchi. Ugran termine trente-et-unième du classement des pilotes, faisant de lui le deuxième pilote engagé à temps complet le moins bien classé.

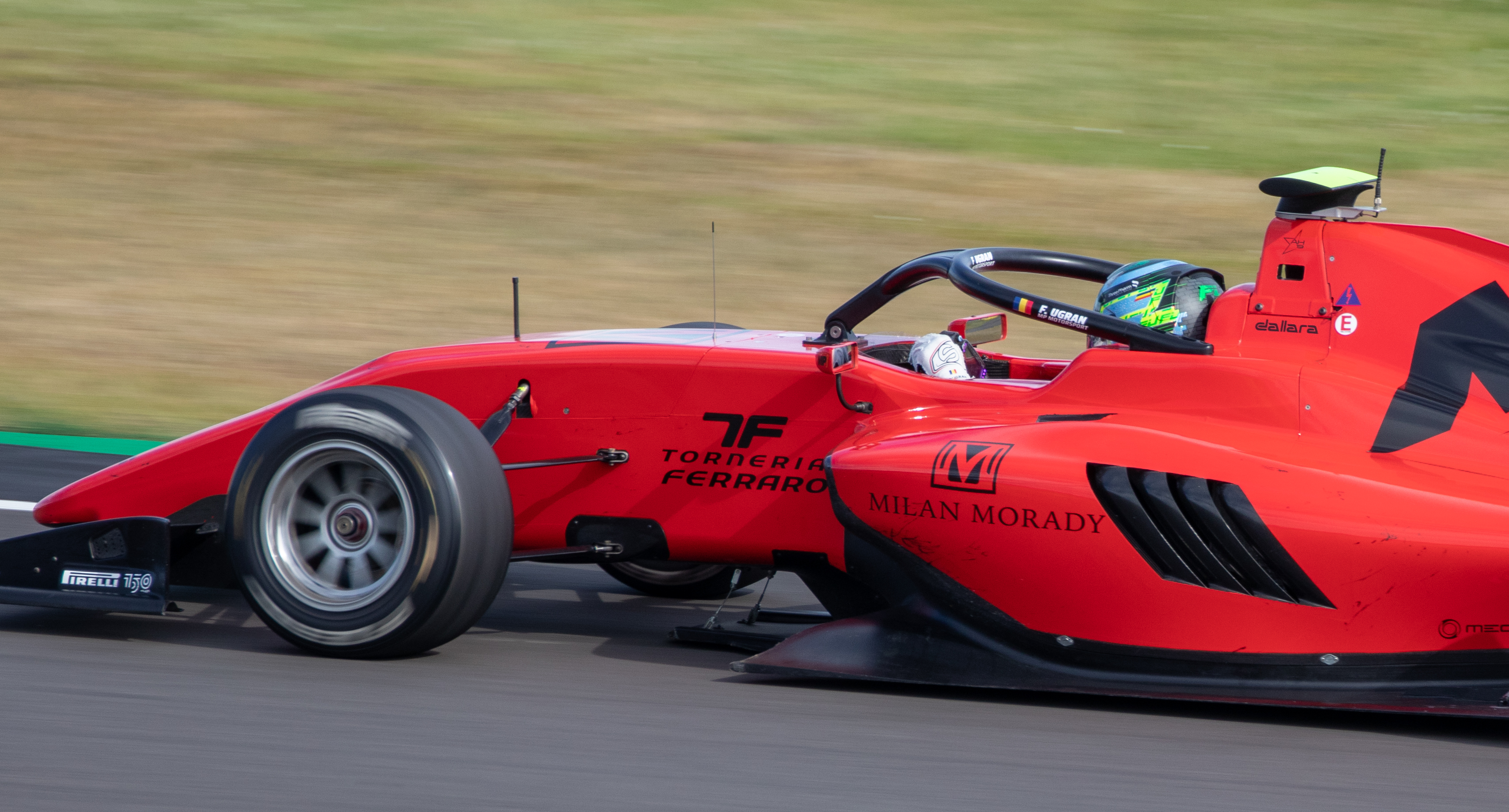
Filip Ugran remplace Aleksandr Smolyar à Silverstone en 2022.

Durant les essais d'après-saison, il pilote successivement pour Jenzer Motorsport, Charouz Racing System et Van Amersfoort Racing,,. Il ne parvient cependant pas à obtenir une place dans l'une d'entre elles, et quitte le championnat. Il fait son retour pour la manche de Silverstone chez MP Motorsport, où il remplace Aleksandr Smolyar qui s'est vu refusé l'entrée au Royaume-Uni pour des problèmes de Visa en raison de sa nationalité russe. Il termine la première course vingt-troisième puis la seconde à la dix-huitième place. Il classe trente-sixième au championnat, sans aucun points.

### Euroformula Open
En 2022, Ugran s'oriente vers l'Euroformula Open et signe avec Van Amersfoort Racing. Il décroche un podium en terminant troisième lors de la manche du Castellet. Cependant, après quatre manches, son équipe décide de quitter le championnat avec effet immédiat. Ugran et ses équipiers se retrouvent alors sans baquet. Malgré cela, il se classe neuvième du championnat avec 92 points.

### Endurance
Après avoir quitté la Formule 3 FIA et l'Euroformula Open, Filip Ugran rejoint l'European Le Mans Series avec Algarve Pro Racing, où il fait équipe avec Bent Viscaal pour les deux dernières manches de la saison. Il termine respectivement huitième et cinquième et se classe dix-septième du championnat avec 17 points. En 2023, il rejoint officiellement le championnat du monde d'Endurance et signe avec Prema Racing dans la catégorie LMP2. il pilote la voiture n°9 et sera épaulé par Andrea Caldarelli, Juan Manuel Correa et Bent Viscaal.

## Carrière

### Résultats en compétition automobile
| Saison | Championnat                          | Écurie                | Courses | Victoires | Pole positions | Meilleurs tours | Podiums | Points | Classement |
| ------ | ------------------------------------ | --------------------- | ------- | --------- | -------------- | --------------- | ------- | ------ | ---------- |
| 2019   | Championnat d'Italie de Formule 4    | BVM Racing            | 21      | 0         | 0              | 0               | 0       | 1      | 26e        |
| 2019   | Championnat d'Allemagne de Formule 4 | BVM Racing            | 2       | 0         | 0              | 0               | 0       | 0†     | n.c        |
| 2019   | Championnat d'Espagne de Formule 4   | Jenzer Motorsport     | 3       | 0         | 0              | 0               | 3       | 0†     | n.c        |
| 2020   | Championnat d'Italie de Formule 4    | Jenzer Motorsport     | 17      | 1         | 0              | 2               | 5       | 133    | 8e         |
| 2020   | Championnat d'Espagne de Formule 4   | Jenzer Motorsport     | 3       | 2         | 2              | 1               | 3       | 55     | 10e        |
| 2021   | Formule 3 FIA                        | Jenzer Motorsport     | 20      | 0         | 0              | 0               | 0       | 0      | 31e        |
| 2022   | Euroformula Open                     | Van Amersfoort Racing | 11      | 0         | 0              | 1               | 1       | 92     | 9e         |
| 2022   | Formule 3 FIA                        | MP Motorsport         | 2       | 0         | 0              | 0               | 0       | 0      | 36e        |
| 2022   | European Le Mans Series              | Algarve Pro Racing    | 2       | 0         | 0              | 0               | 0       | 14     | 17e        |

† Ugran étant un pilote invité, il était inéligible pour marquer des points.

### Résultats enChampionnat du monde d'endurance
| Année | Écurie       | Châssis  | Moteur                              | Classe | 1     | 2     | 3     | 4      | 5     | 6     | 7     | Position | Points |
| ----- | ------------ | -------- | ----------------------------------- | ------ | ----- | ----- | ----- | ------ | ----- | ----- | ----- | -------- | ------ |
| 2023  | Prema Racing | Oreca 07 | Gibson GK428 4,2 L V8 atmosphérique | LMP2   | SEB 7 | POR 5 | SPA 4 | LMS 10 | MON 9 | FUJ 8 | BHR 4 | 10e      | 57     |

### Résultats enEuropean Le Mans Series
| Année | Écurie             | Châssis  | Moteur                              | Classe | 1   | 2   | 3   | 4   | 5     | 6     | Position | Points |
| ----- | ------------------ | -------- | ----------------------------------- | ------ | --- | --- | --- | --- | ----- | ----- | -------- | ------ |
| 2022  | Algarve Pro Racing | Oreca 07 | Gibson GK428 4,2 L V8 atmosphérique | LMP2   | LEC | IMO | MON | BAR | SPA 8 | POR 5 | 17e      | 14     |